# Odznaka za Rany i Kontuzje

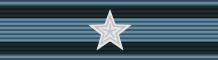
Odznaka za jedną ranę lub kontuzję

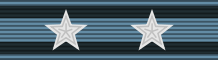
Odznaka za dwie rany lub kontuzje

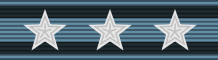
Odznaka za trzy rany lub kontuzje

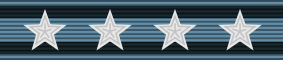
Odznaka za cztery rany lub kontuzje

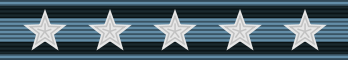
Odznaka za pięć ran lub kontuzji

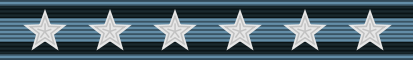
Odznaka za sześć ran lub kontuzji

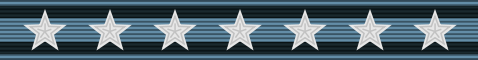
Odznaka za siedem ran lub kontuzji

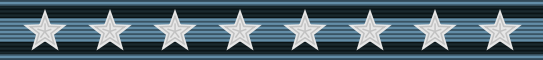
Odznaka za osiem ran lub kontuzji

Odznaka honorowa dla Oficerów (Równorzędnych) i Szeregowych za Rany i Kontuzje – polskie odznaczenie wojskowe, ustanowione rozporządzeniem Rady Obrony Państwa z 14 lipca 1920 roku. Nadawana żołnierzom Wojska Polskiego, bez względu na stopień i rodzaj broni, za rany i kontuzje, odniesione podczas walk w obronie ojczyzny.

## II Rzeczpospolita
Prawo do odznaki posiadali żołnierze Wojska Polskiego, ranni lub kontuzjowani w czasie działań wojennych po dniu 1 listopada 1918 roku, a także podczas wojny światowej przed dniem 1 listopada 1918 roku podczas pełnienia służby:
- w Legionach Polskich,
- w I, II i III Korpusie Polskim w Rosji,
- w Armii Polskiej we Francji,
- w innych polskich formacjach wojskowych uznanych przez Rzeczpospolitą Polską[1].

Odznaka (obok ustanowionej równocześnie Odznaki honorowej dla Oficerów (Równorzędnych) i Szeregowych za Czas Pobytu na Froncie) była chronologiczne drugim odznaczeniem (po Orderze Virtuti Militari) ustanowionym w odrodzonej Polsce, a pierwszym bez wcześniejszej tradycji. Kolejne odznaczenie, Krzyż Walecznych, zostało ustanowione dopiero miesiąc później. Pomimo skromnej formy i faktu, że nie włączono jej do systemu odznaczeń państwowych, odznaka cieszyła się dużym szacunkiem w wojsku i społeczeństwie. Odznaki nie można było pozbawić, nawet w wypadku utraty praw obywatelskich lub stopnia wojskowego. Odznaka z trzema gwiazdkami dawała prawo do jednorazowego awansu poza kolejnością.
Odznakę stanowiła baretka koloru ciemnobłękitnego z dwoma czarnymi poziomymi paskami (barwy Orderu Virtuti Militari), z nałożonymi na nią srebrnymi pięcioramiennymi gwiazdkami, oznaczającymi liczbę ran, przy czym rany otrzymane w jednej bitwie były oznaczane jedną gwiazdką. Wysokość baretki wynosiła 1,5 – 1,8 cm (ok. połowy szerokości wstążki Orderu Virtuti Militari), zaś jej szerokość 4 – 7 cm, zależnie od liczby gwiazdek.
Odznaka była noszona centralnie nad lewą górną kieszenią kurtki mundurowej, 1 cm nad linią pierwszego rzędu wstążek odznaczeń lub ich baretek. Jeśli liczba gwiazdek przekraczała trzy, pozostałe gwiazdki należało nosić na drugiej baretce, zakładanej 1 cm powyżej pierwszej, nad jej środkiem (w praktyce noszono ją zwykle poniżej pierwszej baretki).

## Polskie Siły Zbrojne
Nadawanie odznaki wznowiono po wybuchu II wojny światowej w PSZ. Kryteria nadawania pozostały niezmienione, zmodyfikowano natomiast nieznacznie wygląd odznaki i sposób noszenia. Wysokość baretki zmniejszono do ok. 1 – 1,2 cm (wymiary poszczególnych odznak różniły się znacznie między sobą). Zrezygnowano z noszenia kilku baretek – wszystkie gwiazdki były noszone na pojedynczej baretce, szerokości proporcjonalnej do ich liczby. Zrezygnowano także z odstępu między odznaką a najwyższym rzędem wstążek lub baretek. Gwiazdki wykonywano najczęściej z oksydowanego białego metalu. Ze względu na trudności ze zdobyciem odpowiedniej wstążki na baretkę, odznakę noszono czasami nieprzepisowo na baretce Orderu Virtuti Militari. Po II wojnie światowej pojawiły się wykonane z metalu emaliowane miniaturki odznaki, przeznaczone do noszenia na ubiorze cywilnym. Do grona żołnierzy PSZ na Zachodzie uhonorowanych odznaką najwięcej razy należą gen. broni Władysław Anders (8 gwiazdek) i gen. dyw. Zygmunt Bohusz-Szyszko (6 gwiazdek).

## Ludowe Wojsko Polskie
Odznaka była noszona również w 1 Dywizji Piechoty im. Tadeusza Kościuszki, oraz w pozostałych związkach taktycznych tworzących Ludowe Wojsko Polskie. Oficjalnie została restytuowana rozkazem dowódcy 1 Korpusu Polskich Sił Zbrojnych w ZSRR z końca 1943 roku. Żołnierze, którzy przeszli do Wojska Polskiego z Armii Czerwonej często nosili ją za rany odniesione również w tamtejszej służbie. Odznakę noszono także po zakończeniu wojny. Założyli ją m.in. byli republikańscy ochotnicy z Polski w wojnie domowej w Hiszpanii oraz żołnierze KBW walczący z podziemiem niepodległościowym i oddziałami UPA. Kształt odznaki nie odbiegał od przedwojennego. Odznaka miała formę naszywki ze wstążki o barwach Krzyża Virtuti Militari szerokości 1,5 cm i szerokości 4,7 cm z pięcioramiennymi, srebrnymi gwiazdkami określającymi liczbę ran. Gwiazdki najczęściej haftowano srebrnym bajorkiem. W późniejszym okresie zwyczaj noszenia odznaki zaczął stopniowo zanikać, chociaż nigdy nie zakazano oficjalnie jej stosowania.

## III Rzeczpospolita

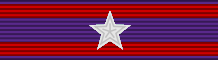
Odrzucony początkowo projekt odznaki dla żołnierzy rannych podczas pełnienia misji poza granicami kraju (2007). Ostatecznie przyjęty i zatwierdzony w 2012.

W III RP odznaka jest nadal noszona przez kombatantów II wojny światowej. Nie należy do systemu odznaczeń państwowych, a jej status prawny jest w dalszym ciągu oparty na rozporządzeniu ROP z 1920 roku; aczkolwiek szczegóły jej noszenia regulują nowsze przepisy.
Ponieważ odznaka jest odznaczeniem o charakterze wojennym, nie mogą jej nosić żołnierze ranni lub kontuzjowani podczas pełnienia służby wojskowej w operacjach poza granicami Polski. W 2007 roku do Sejmu RP wpłynął projekt włączenia odznaki do systemu odznaczeń państwowych oraz stworzenia odmiany, honorującej żołnierzy rannych bądź kontuzjowanych podczas działań poza Rzeczpospolitą Polską. Nowa odmiana miała mieć analogiczną formę jak odznaka z 1920 roku, lecz z baretką w barwach Orderu Krzyża Wojskowego (granatowa z karmazynowymi paskami), jednakże projekt odrzucono w toku prac legislacyjnych.
Idea odznaki doczekała się realizacji w roku 2011. Art. 16 ustawy z dnia 19 sierpnia tego roku o weteranach działań poza granicami państwa ustanawia Wojskową odznakę Za Rany i Kontuzje. Zgodnie z artykułem, Minister Obrony Narodowej, za rany i kontuzje odniesione podczas działań poza granicami państwa, może przyznać odznakę weteranowi poszkodowanemu–żołnierzowi. Artykuł ustanawia również fundusz przeznaczony na odznakę, którego dysponentem jest Minister ON. Minister ON określi także, w drodze rozporządzenia szczegółowe warunki i tryb przyznawania i wręczania odznaki, szczegółowy tryb występowania z wnioskiem o przyznawanie odznaki, osoby uprawnione do występowania z wnioskiem o przyznanie odznaki, rodzaje, wzór i sposób noszenia odznaki, szczegółowe warunki tworzenia i dysponowania funduszem przeznaczonym na odznakę, oraz wysokość i sposób ustalania wysokości funduszu przeznaczonego na odznakę.
Środowiska pożarnicze i policyjne kilkakrotnie postulowały wprowadzenie cywilnej odmiany Odznaki za Rany i Kontuzje.
15 marca 2012 Minister Obrony Narodowej podpisał ww. rozporządzenie.